# أليشيا براون
أليشيا براون (من مواليد 21 يناير 1990 في أوتاوا ، أونتاريو ) هي كندية رياضة وتتنافس في سباقات الميدان، في الغالب سباقات 400 متر.  
في يوليو 2016 ، تم تعيينها رسميا في الفريق الأولمبي الكندي . 

## روابط خارجية
- أليشيا براون على موقع الاتحاد الدولي لألعاب القوى (الإنجليزية)
- أليشيا براون على موقع الاتحاد الكندي لألعاب القوى (الإنجليزية)
- أليشيا براون على موقع اللجنة الأولمبية الدولية (الإنجليزية)
- أليشيا براون على موقع أوليمبيديا (الإنجليزية)
- أليشيا براون على موقع اللجنة الأولمبية الكندية (الإنجليزية)